# تلمبه رکن‌الدینی
تلمبه رکن‌الدینی یک منطقهٔ مسکونی در ایران است که در دهستان ارزوئیه واقع شده‌است. تلمبه رکن‌الدینی ۲۰۷ نفر جمعیت دارد.